# Metaxisme
Le metaxisme est une idéologie politique nationaliste autoritariste nommée d'après l'homme politique grec Ioánnis Metaxás. Fondée sur la volonté de régénération de la Grèce, le metaxisme s'oppose au libéralisme politique et vise une homogénéité raciale en Grèce. Le métaxisme dénigrait le libéralisme et considérait les intérêts individuels comme subordonnés à ceux de la nation, cherchant à mobiliser le peuple grec en tant que masse disciplinée au service de la création d'une « nouvelle Grèce ». Le caractère fasciste du metaxisme fait l'objet de débats.
Metaxas a déclaré que son régime du 4 août (1936-1941) représentait une « troisième civilisation grecque » engagée dans la création d'une nation grecque culturellement purifiée basée sur les sociétés militaristes de l'ancienne Macédoine et de Sparte, qu'il considérait comme constituant la « Première civilisation grecque" ; et l'éthique chrétienne orthodoxe de l'Empire byzantin, qu'il considérait comme représentant la « deuxième civilisation grecque ». Le régime de Metaxas affirmait que les vrais Grecs étaient d'origine grecque et chrétienne orthodoxe, dans l'intention d'exclure délibérément les Albanais, les Slaves et les Turcs résidant en Grèce de nationalité grecque.
Bien que le gouvernement Metaxas et ses doctrines officielles soient parfois décrits comme fascistes, sur le plan académique, il est considéré comme un gouvernement totalitaire-conservateur conventionnel semblable à l'Espagne de Francisco Franco ou au Portugal d'António de Oliveira Salazar. Le gouvernement métaxiste tirait son autorité de l'establishment conservateur et ses doctrines soutenaient fortement les institutions traditionnelles telles que l'Église orthodoxe grecque et la monarchie grecque, essentiellement réactionnaire.

## Idées principales
- Nationalisme grec : A promu la pureté culturelle de la nation grecque et a approuvé la création d'une « troisième civilisation hellénique ».
- Monarchisme : Considérait l'institution de la monarchie comme un pilier de l'unité nationale.
- Anticommunisme : Le métaxisme était très hostile aux idéologies de gauche et communistes.
- Antiparlementarisme : Dénonce le fonctionnement de l'ancien système parlementaire, comme cause d'anarchie, de division et de déclin économique.
- Cléricalisme : L'Église orthodoxe grecque faisait partie intégrante du régime métaxiste.
- Protectionnisme : Les politiques libérales de marché de l'ancien État sont considérées comme désastreuses.
- Anti-impérialisme : S'oppose à la domination et à l'influence des puissances étrangères sur la Grèce.

## Héritage
Le contrôle social établi par Metaxas et les idées transmises à la jeunesse, notamment à travers l' Organisation nationale de la jeunesse, ont eu une influence significative sur la société grecque et le système politique d'après-guerre. Quelques exemples sont la censure, qui était en vigueur jusqu'au Metapolitefsi, et les éléments survivants d'un État policier. Dans l'immédiat après-guerre, le métaxisme était préconisé par le Parti du 4 août. Les idées du régime du 4 août ont également été un motif supplémentaire pour le groupe d'officiers de l'armée de droite qui ont pris le pouvoir par un coup d'État et ont conduit à la junte militaire grecque de 1967 à 1974. Des partis d'extrême droite tels que l'Union patriotique populaire grecque, qui s'est séparé d'Aube dorée, prétendent également suivre le métaxisme.

## Type de régime

### Un régime fasciste
Le caractère fasciste, ou non, du metaxisme, fait l'objet de débats. Patrick G. Zander, lui, met en lumière le caractère fasciste du régime, tout en remarquant que la frontière entre le régime autoritaire paternaliste et le régime fasciste est parfois floue. Harry Cliadakis insiste également sur le caractère fasciste du régime dans ses composantes idéologiques essentielles, à savoir le rejet du parlementarisme et du libéralisme politique, l'exaltation de la nation par des facteurs identitaires ethniques ou religieux, et la suppression de l'état de droit.
George Souvlis qualifie le metaxisme d'« expérience fasciste ». Aristotle Kallis soutient que, malgré l'absence d'un élément important du fascisme (l'adhésion des masses au projet dictatorial), le régime de Metaxas reste une expérimentation d'ordre fasciste, quoique non complète.
Metaxas se montre, lui, admiratif des régimes fascistes italien et nazi, et vise à l'instauration d'un État totalitaire. Il écrit dans son journal intime : « La Grèce depuis le 4 août est devenue un État anticommuniste, un État antiparlementaire, un État totalitaire ».

### Un régime nationaliste autoritaire paternaliste
Une majorité d'historiens considère aujourd'hui le metaxisme comme une forme de nationalisme autoritaire paternaliste plus que comme un régime fasciste à part entière. Les mêmes soulignent qu'il manque au metaxisme des fondements théoriques et idéologiques solides pour que l'on puisse le qualifier de fascisme ; ainsi, le metaxisme serait plus proche des dictatures nationalistes autoritaires conservatrices Francisco Franco et d'António Salazar,.
Richard Clogg souligne que Metaxas a recouru aux méthodes typiquement utilisées par les régimes fascistes, a essayé de construire un régime fasciste, et ne cachait pas son admiration pour le nazisme et le fascisme italien, mais que l'absence d'un parti de masse ainsi que d'une politique expansionniste et belliqueuse, sa proximité avec la France et le Royaume-Uni, font que « son régime doit plutôt être catégorisé comme un régime autoritaire paternaliste que comme un régime fasciste ».
La dimension totalitaire du fascisme manque en effet au metaxisme. Le gouvernement n'a jamais réussi à créer un mouvement national ou un grand parti de masse ; aussi, il a été principalement défensif et non expansionniste. Enfin, le régime n'a pas mis en place de grande politique de répression d'ennemi intérieur.

### Un régime ayant évolué du nationalisme autoritaire au fascisme
Une troisième école de pensée, enfin, s'attache à la chronologie du metaxisme et remarque plusieurs évolutions. Michael Mann considère impossible de caractériser le premier metaxisme, celui des années 1936 à 1938, comme fasciste. Le gouvernement était alors, selon lui, « semi-réactionnaire autoritaire », mais sans composante fasciste majeure. Toutefois, il aurait dévié vers le fascisme à partir de 1938.

## Doctrines politiques
Le metaxisme promeut plusieurs doctrines, qui, pour certaines, se retrouvent dans un régime fasciste traditionnel. Le metaxisme est farouchement anticommuniste et nationaliste ; il promouvait une pureté culturelle ainsi que la création d'une nouvelle civilisation hellénique. Attaché au corporatisme, il était opposé à la libre représentation des travailleurs par des syndicats, et était foncièrement antiparlementaire. Le parlementarisme était associé à la division et au déclin économique du pays. Enfin, le metaxisme était résolument protectionniste, et attaché à la monarchie, considérée comme pilier de l'unité nationale.
Le metaxisme est foncièrement inégalitaire, en ce qu'il considère la société de classes comme légitime. Il est élitiste en ce qu'il admet l'existence de classes supérieures.
On ne trouve aucune trace d'irrédentisme chez le metaxisme.